# Arendal (gemeente)
Arendal is een gemeente in de fylke Agder in het zuiden van Noorwegen. Belangrijkste kern in de gemeente is de gelijknamige plaats Arendal. Arendal is de hoofdplaats van Aust-Agder. De gemeente heeft ruim 43.000 inwoners. (2013)
Arendal grenst in het zuidwesten aan Grimstad, in het noordwesten aan Froland en in het noordoosten aan Tvedestrand. De huidige gemeente werd in 1992 gevormd uit de samenvoeging van de vroegere gemeenten Hisøy, Tromøy, Moland, Øyestad en Arendal.

## Geschiedenis
Arendal werd gesticht in de 16e eeuw en kreeg in 1523 douanerechten. Het werd een belangrijke exporthaven voor hout en ijzererts en dit bleef zo ondanks de gepriviligeerde positie van het in 1641 gestichte Kristiansand. In 1723 kreeg de stad marktrechten. De boeren waren weliswaar verplicht hun producten via Arendal af te zetten, maar de smokkel vierde hoogtij. In 1735 verkreeg Arendal de volledige stadsrechten. Een strikte naleving van de importheffingen door Denemarken, gecombineerd met hoge belastingen, leidde tot gebrek onder de boeren en tot diverse opstanden.
In de voormalige gemeente Barbu, nu een wijk in Arendal, werd in 1887 de Noorse Arbeiderpartiet opgericht. De partij werd juist hier gesticht omdat zich in Arendal een sociaal drama afspeelde dat in Noorwegen bekendstaat als Arendalskrakket.
Noorwegen had zich in de negentiende eeuw tot een grote scheepvaartnatie ontwikkeld. In het zuiden, Sørlandet, was scheepvaart een belangrijke economische activiteit, maar de reders waren conservatief en hielden te lang vast aan zeilschepen. Om de vloot om te bouwen naar stoomschepen was veel geld nodig dat er onvoldoende was. In die situatie gebruikte een reder/bankeigenaar het geld van zijn bankklanten voor zijn rederij zonder voldoende zekerheden. Uiteindelijk leidde dat tot het faillissement van de bank, Arendal Privatbank. Door de onderlinge vervlechtingen lokte het faillissement een kettingreactie uit van meerdere faillissementen hetgeen tot een zeer grote werkloosheid leidde met alle sociale problemen die daar bij horen. Vele scheepslieden, scheepsbouwers en timmerlieden vanuit Arendal emigreerden naar Amerika.
In 1939 huisvestte de haven Noorwegens vierde grootste vloot olietankers. Tegenwoordig kent Arendal elektrische en mechanische industrie, werven voor kleinere schepen, en een grote raffinaderij voor siliciumcarbide (SiC), het Arendal Smelteverk, welke gebruik maakte van kwarts uit lokale steengroeven en werd later geïmporteerd, evenals de benodigde petroleumcokes. Het bedrijf startte in 1912. Het product was van goede kwaliteit en werd onder andere voor de Amerikaanse ruimtevaart (hittebestendig materiaal) ingezet. In 2005 stopte de eigen productie van SiC en werd voortaan geïmporteerd SiC geraffineerd en verwerkt in het bedrijf. Ook Det norske Nitridaktieselskap, dat nitriden vervaardigde, was afhankelijk van de goedkope elektriciteit die door waterkracht werd opgewekt.

## Bezienswaardigheden
- Twee vuurtorens: Store Torungen en Lille Torungen, gebouwd in 1844.
- Strømsbo gård, een herenhuis uit de jaren 60 van de 18e eeuw.
- Aust-Agder kulturhistoriske senter (AAks), cultuurhistorisch museum voor de regio Aust-Agder. Gesticht in 1832 en daarmee een der oudste musea van Noorwegen.
- Merdøgaard museum, scheepshistorie en dergelijke. Een schippershuis van 1736 op het eiland Merdø.
- Kløckers hus, oude apotheek in een huis van 1826 in empirestijl. Bevat een verzameling van 650 flessenscheepjes, de grootste ter wereld.
- Bomsholmen Museum, over het houttransport met houtvlotten.
- Eydehavnmuseet, museum voor industrie en arbeid, met name de siliciumcarbide- en nitridenindustrie.
- Bomuldsfabriken Kunsthall, in een voormalige 19e-eeuwse katoenweverij, heeft een verzameling moderne Noorse schilderkunst en tijdelijke tentoonstellingen.
- Flosta kirke, houten kerk, in de 16e eeuw als zaalkerk gebouwd, in 1747 uitgebreid tot kruiskerk.

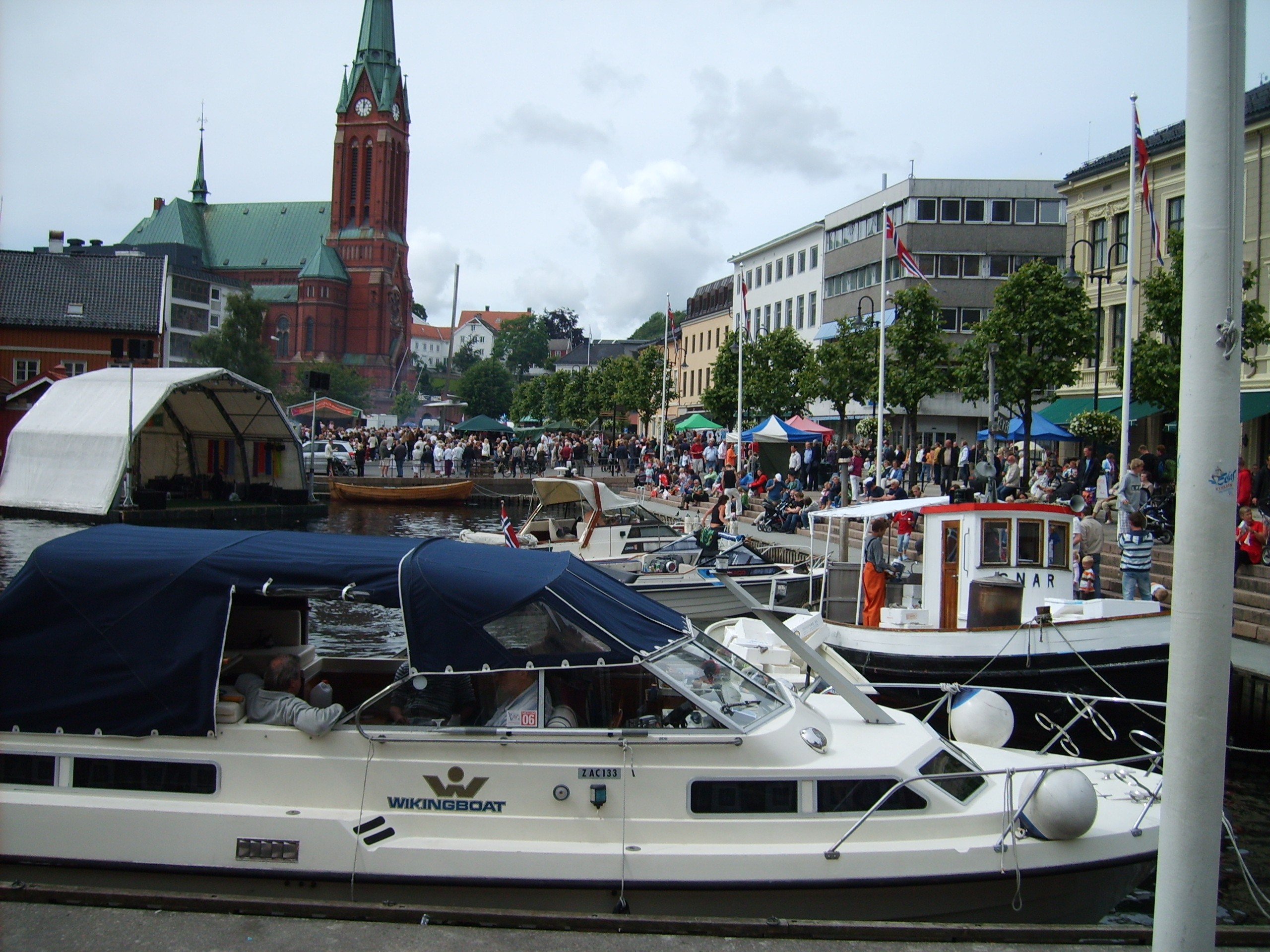
Markt
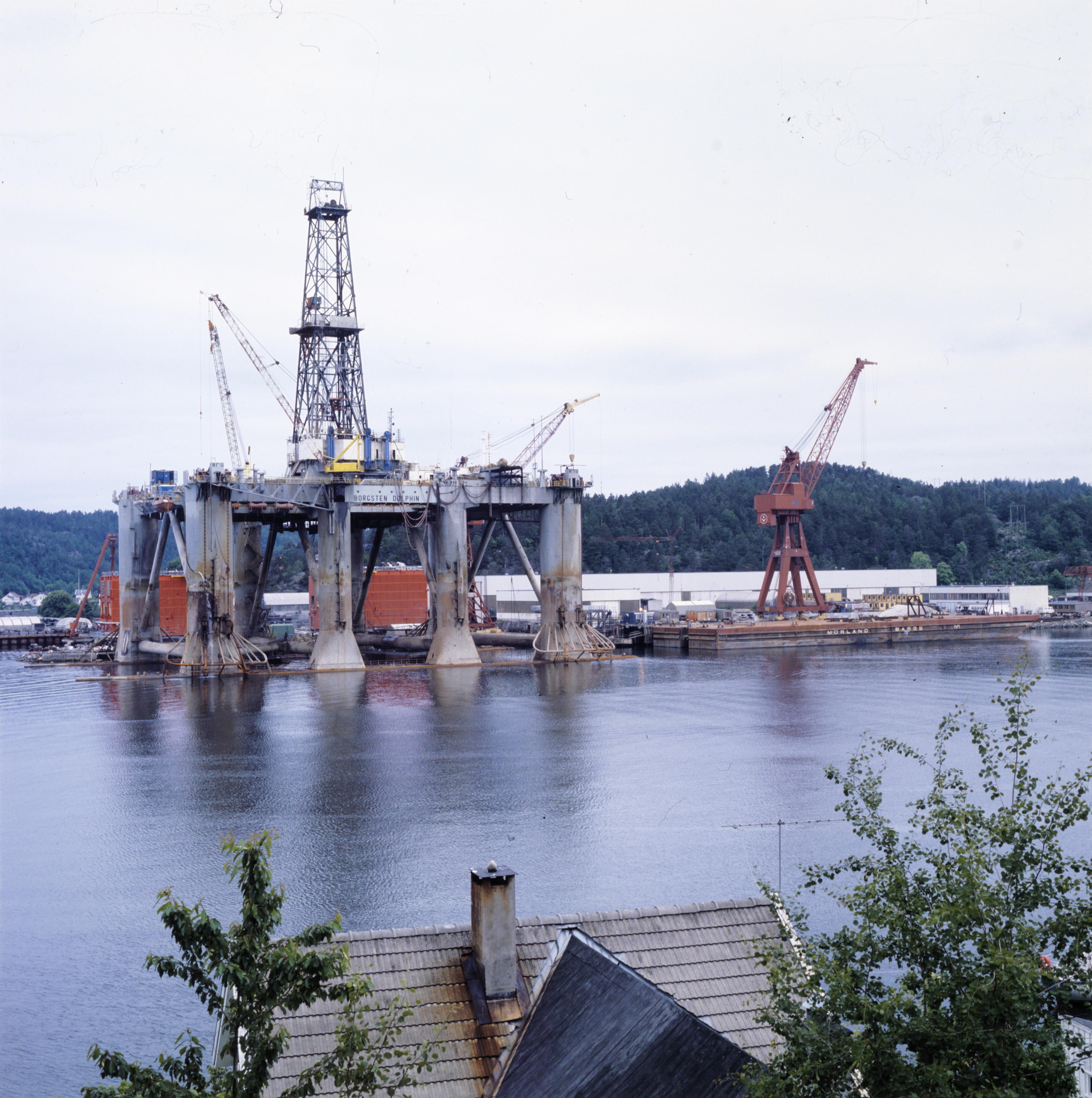
Offshorewerf
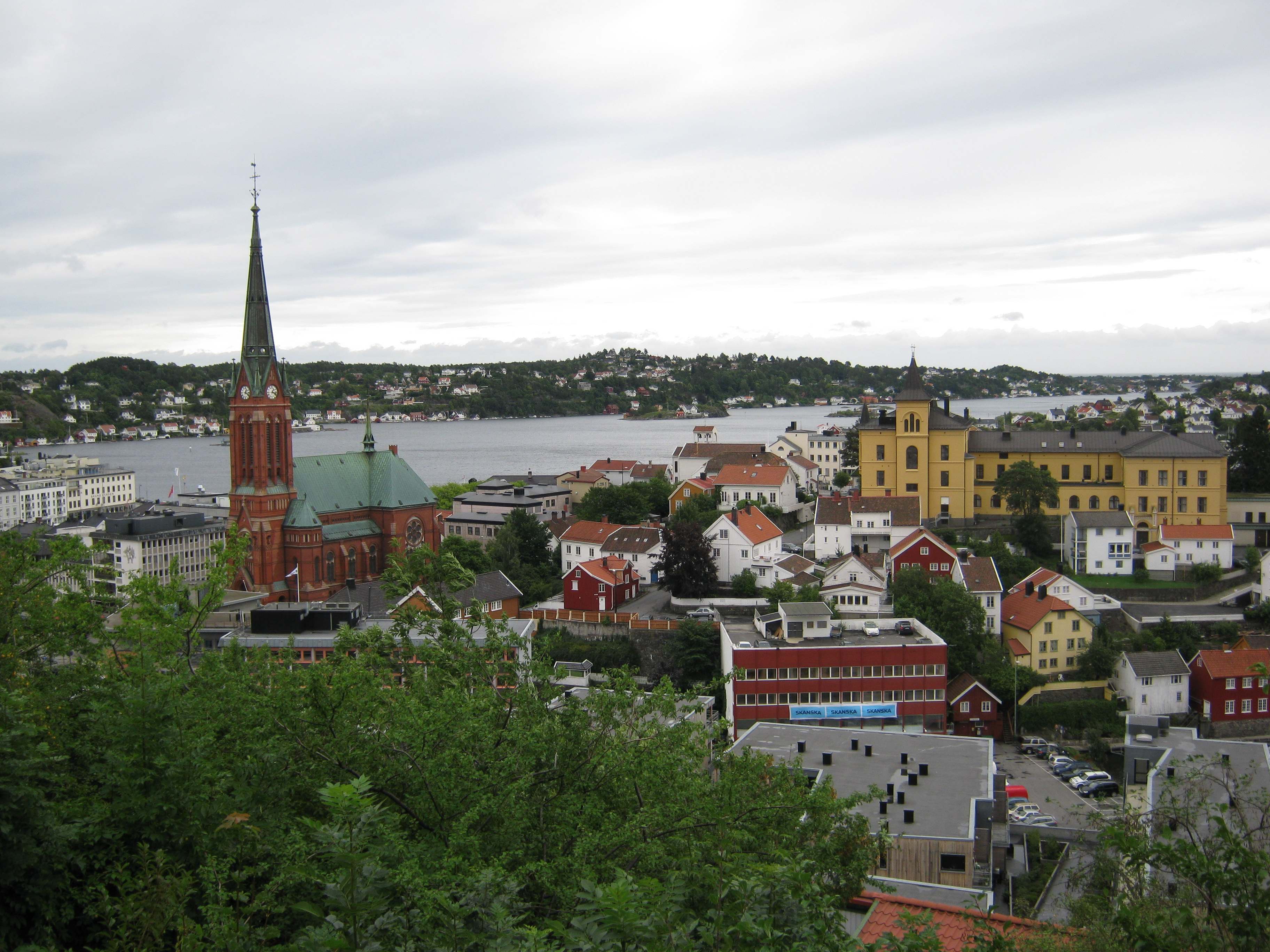
Panorama
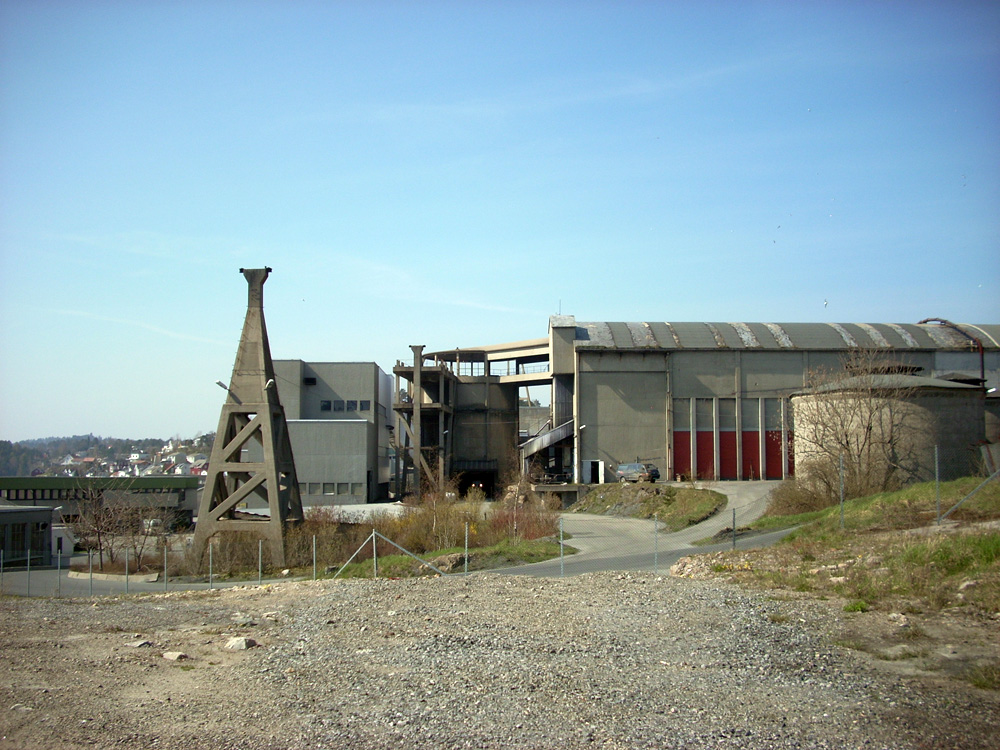
Siliciumcarbidefabriek
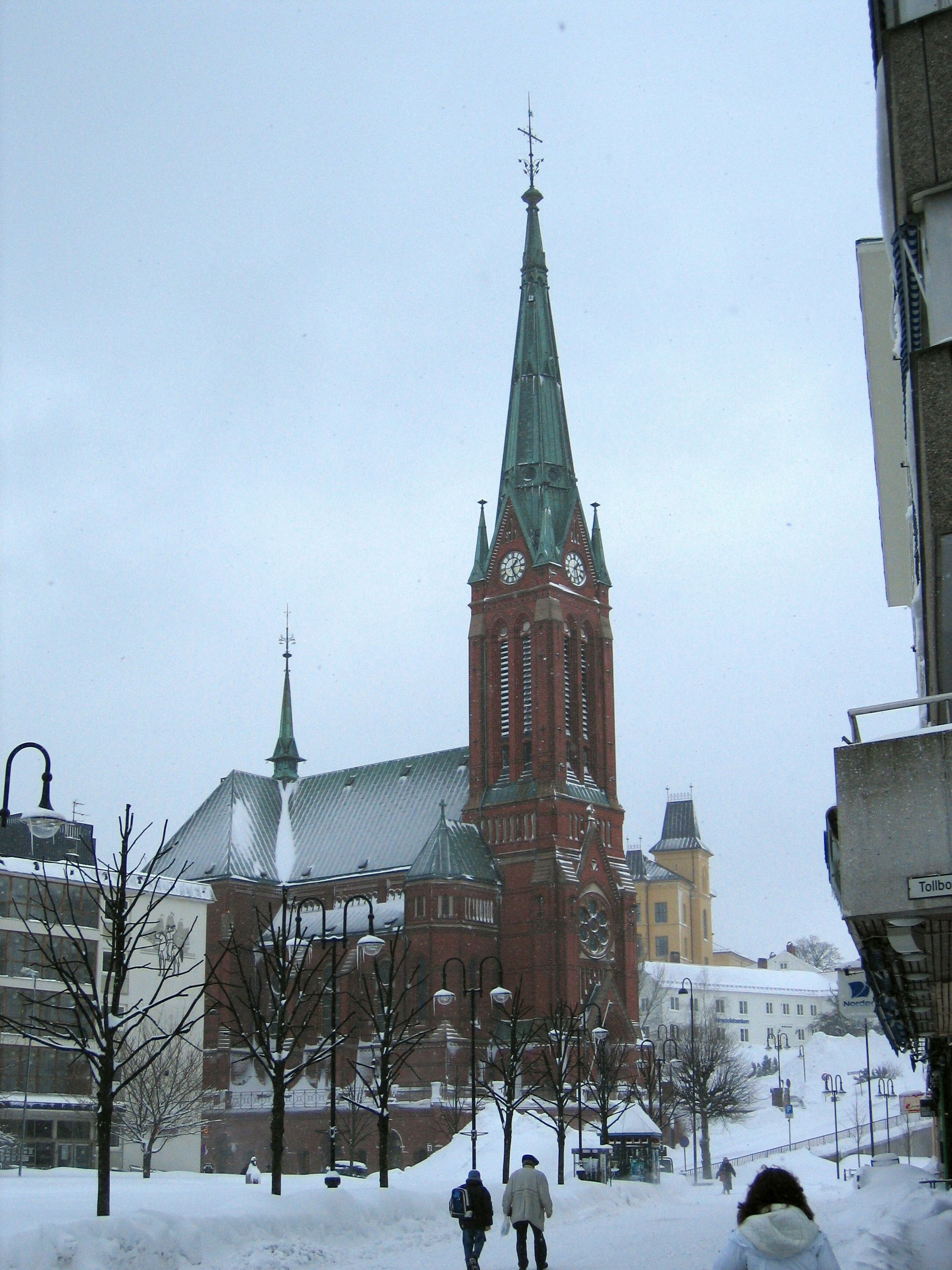
Drievuldigheidskerk
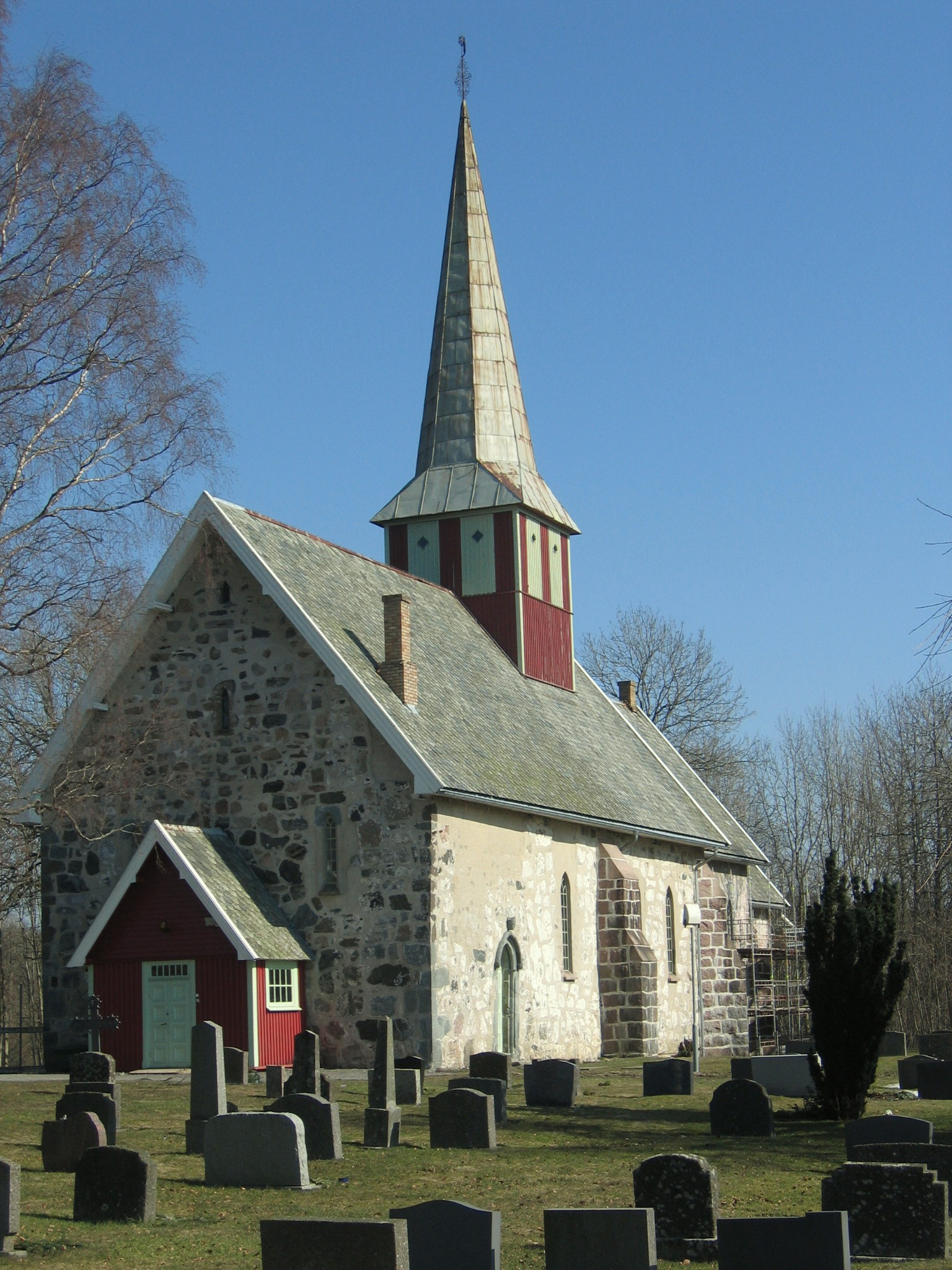
Kerk van Øyestad
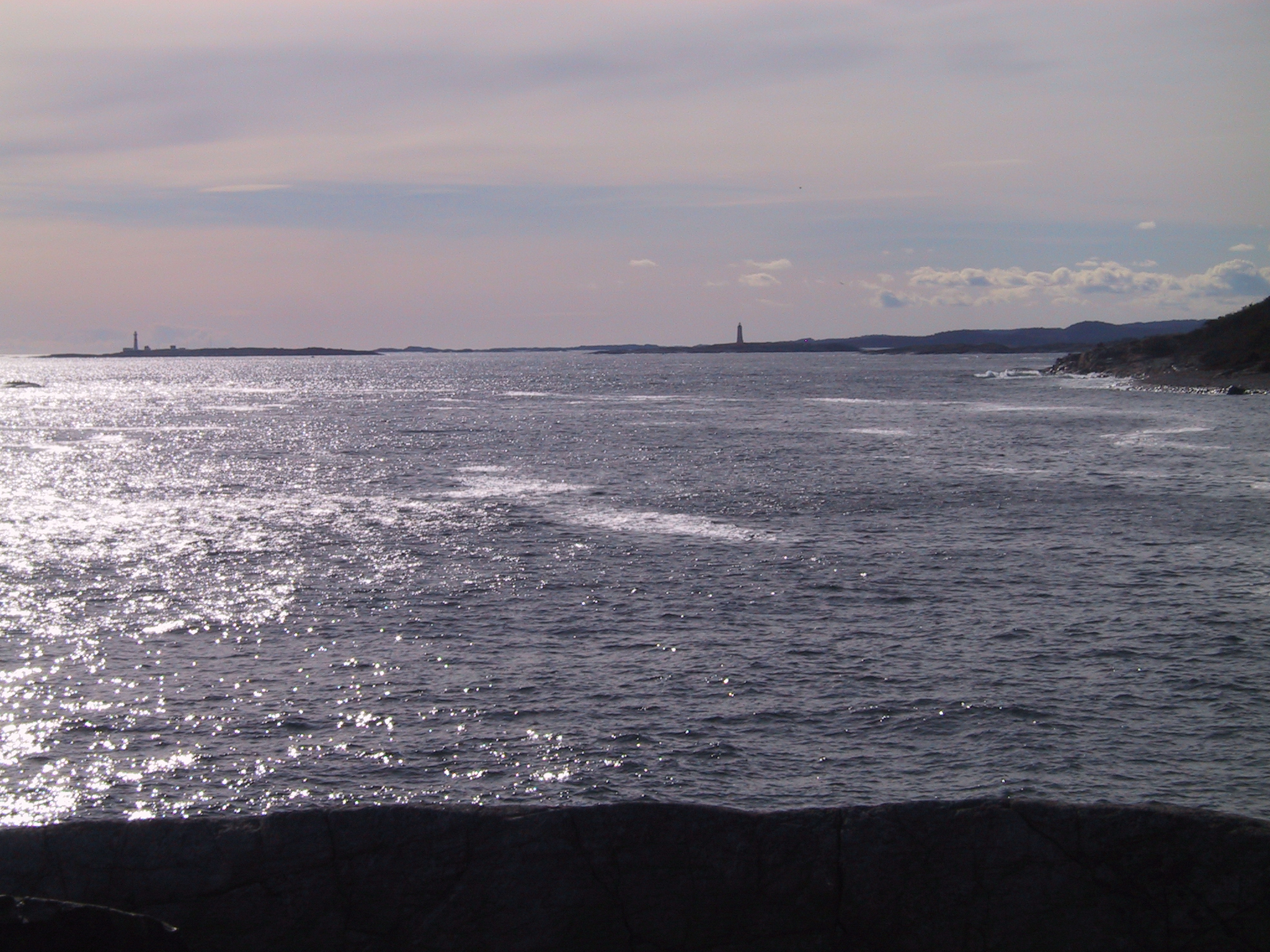
Grote en kleine vuurtoren
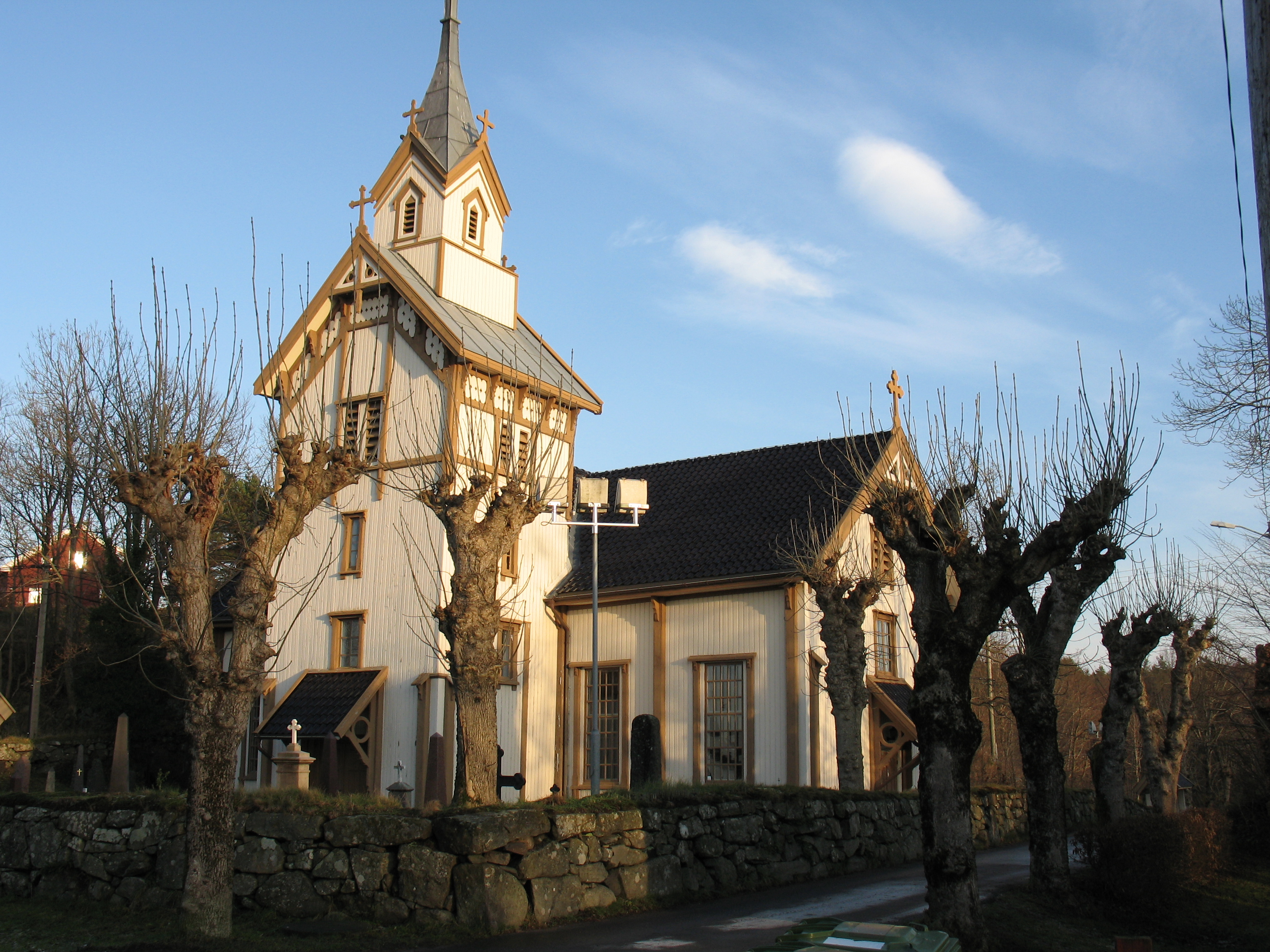
Flosta kirke

## Verkeer en vervoer

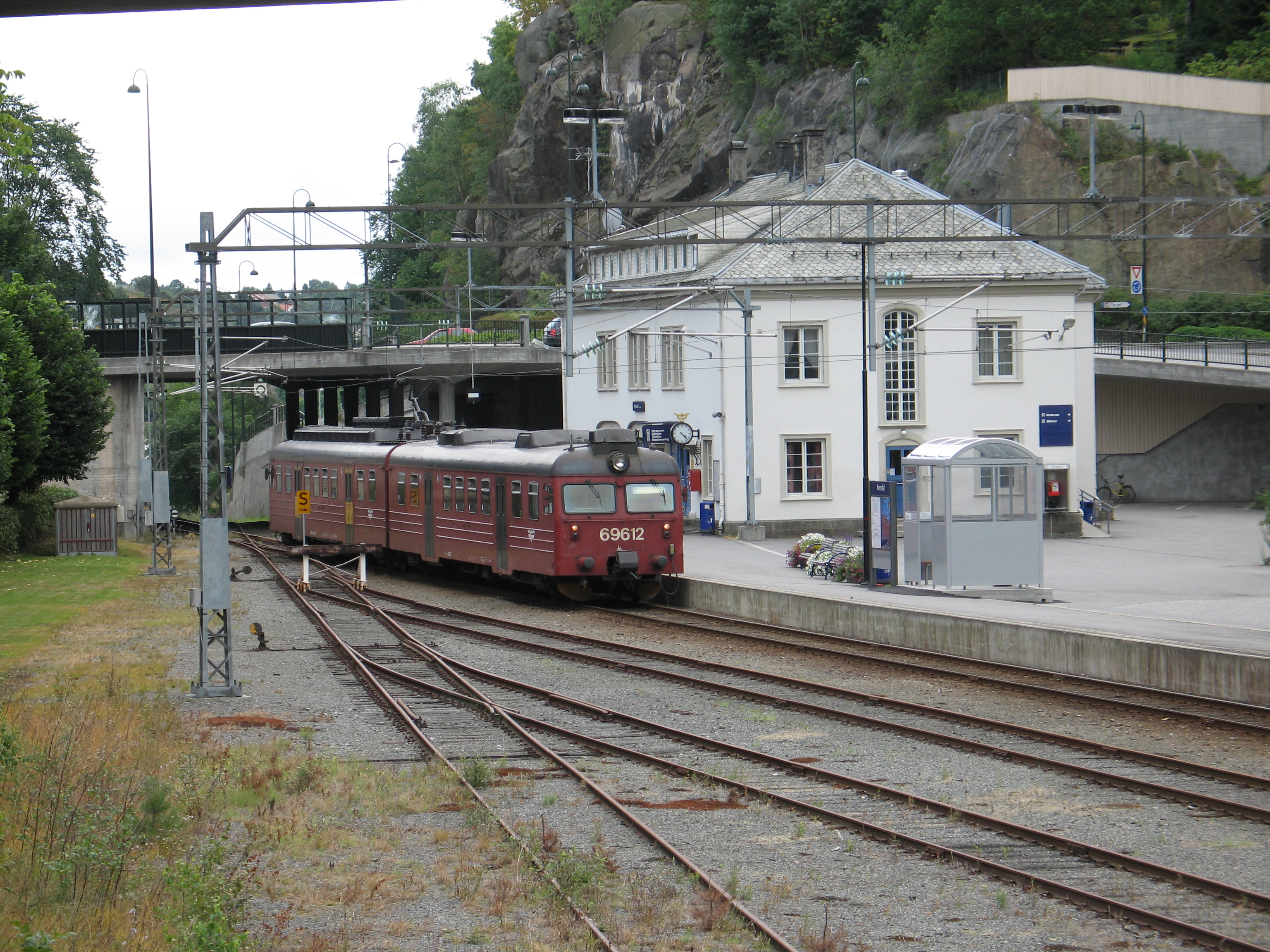
Station Arendal

Arendal ligt aan de E18, in Noorwegen de verbinding tussen Kristiansand en Oslo en vandaar naar Zweden. De E18 wordt in fasen uitgebouwd tot een vierbaans autoweg. Van Arendal loopt Fylkesvei 42 naar Egersund.
De stad heeft via Arendalsbanen een aansluiting op Sørlandsbanen, de spoorlijn van Oslo via Kristiansand naar Stavanger. De 37 kilometer lange lijn loopt van Arendal naar Nelaug, waar kan worden overgestapt. Naast Arendal liggen in de gemeente nog stations in Rise in Bråstad en sinds 2009 een voorstadstation in Stoa.

## Plaatsen in de gemeente
- Arendal
- Barbu
- Bjorbekk
- Eydehavn
- Kilsund
- Kongshamn
- Rykene
- Flosta

## Stedenbanden
Arendal heeft vriendschapsbanden met het Deense Silkeborg.

## Geboren in Arendal
- Yngvar Nielsen (1843-1916), historicus, politicus, geograaf
- Gunnar Knudsen (1848-1928), reder, politicus
- Sam Eyde, (1866), industrieel
- Øystein Grødum (1977), schaatser
- Annette Bjelkevik (1978), schaatsster
- Hedvig Bjelkevik (1981), schaatsster
- Simen Spieler Nilsen (1993), schaatser

Arendal · Birkenes · Bygland · Bykle · Evje og Hornnes · Farsund · Flekkefjord  · Froland · Gjerstad · Grimstad · Hægebostad · Iveland · Kristiansand · Kvinesdal · Lillesand · Lindesnes · Lyngdal · Risør · Sirdal · Tvedestrand · Valle · Vegårshei · Vennesla · Åmli · Åseral 

Fylker van Noorwegen